# Бутрос, Джулия
Джулия Бутрос (араб. جوليا بطرس‎, англ. Julia Boutros; 1 апреля 1968, Бейрут, Ливан) — ливанская певица, автор песен и композитор. Она известна своим уникальным музыкальным стилем, сочетающим традиционную арабскую музыку с современными ритмами. Она исполняет свою музыку более 35 лет и завоевала множество наград за свою работу. Является значимой фигурой на арабской музыкальной сцене. Её также называют «голосом Ливана».

## Биография
Родилась в Бейруте 1 апреля 1968 года. Её отец палестинец, а мать армянка.
Она получила образование в школах Rosary Sisters. Когда ей было 12 лет, она записала свою первую оригинальную песню под названием «A Maman» в студии Elias Al Rahbani.
Её отец был режиссером и ставил пьесы Файруз. У её матери был прекрасный голос, а брат Зиад Бутрос — является композитором и музыкантом. Он сопровождал её на протяжении всей музыкальной карьеры. Он также сочинил почти все её песни.
В 1982 году Бутрос выпустила свой дебютный альбом «Min Gheir Mzian», который имел большой успех. После этого её карьера пошла вверх, и она выпустила множество других успешных альбомов в 80-х и 90-х годах. Она сотрудничала с некоторыми из самых знаковых артистов арабского мира, такими как Элиас Рахбани, Сабах и Ваэль Кфури. В последние годы она сосредоточилась на написании саундтреков для телевизионных шоу, а также на концертах по всему миру.
Бутрос преуспевает в жанрах арабской и ливанской поп-музыки. 

## Достижения
На протяжении всей своей карьеры Бутрос была отмечена за выдающиеся достижения в музыке. Она является обладательницей нескольких наград, включая награду «Лучшая исполнительница» на World Music Awards в 1997 году и «Лучший альбом» на ARIA Music Awards в 2011 году. Кроме того, она получила многочисленные награды от Министерства культуры Ливана за вклад в ливанскую музыку.